# Peribaea abbreviata
Peribaea abbreviata är en tvåvingeart som beskrevs av Takuji Tachi och Hiroshi Shima 2002. Peribaea abbreviata ingår i släktet Peribaea och familjen parasitflugor. Inga underarter finns listade i Catalogue of Life.